# أبو بكر بن قسوم
أبو بكر محمّد بن عبد الله بن إبراهيم اللخمي الإشبيلي يعرف عمومًا بـابن قَسُّوم (22 أبريل 1168 - 4 يونيو 1242) (13 رجب 563 - 4 ذو الحجة 639) شاعر وناثر عربي وزاهد أندلسي من أهل القرن الثاني عشر الميلادي/ السادس الهجري. من أهل إشبيلية، كان أديباً شاعراً راوية. وعكف على الزهد والعبادة، فطار ذكره، وقصر شعره على الزهد والمراثي، وأخذ البعض عنه. وعني بالسير، وألّف كتابا سماه «محاسن الأبرار في معاملة الجبار» يشتمل على أخبار الصالحين من أهل إشبيلية.

## سيرته
هو أبو بكر محمد بن عبد الله بن إبراهيم بن عبد الله بن قسُّوم بن أصبغ بن مهني اللخمي الإشبيلي الأندلسي. ولد يوم 13 رجب 563/ 22 أبريل 1168 في إشبيلية في عائلة بارزة.

روى عن عدد من العلماء منهم:‌ أبو عمران الميرتلي ولازمه مدة طويلة وأخذ عن التصوف، ثم أبو إسحاق إبراهيم بن محمد الحضرمي الإشبيلي النحوي، وأبو بكر بن الجد وقد أجاز له، وأبو العباس بن سيد وكان كثير الرواية عنه، وأبو إسحاق أحمد بن سيّد أبيه.
دخل في خدمة أحدِ أمراء وقته من الموحدين ونال معه وجاهًا. ثم زَهِدَ وترك البلاط واشتغل مدّةً بإقراء القرآن ونسخ المصاحف.

كُفّ بصره في آخر عمره وتوفي في رابع ذي الحجة 639/ 4 يونيو 1242.

## مهنته
كان ابن قسوم عالمًا زاهدًا ووِرعًا، وقد اشتهر بذلك. وكذلك كان يقضي كثيرًا من أيّامه صائمًا مع الإقلال من الطعام. «وهو أديبٌ بارع وناظمٌ وناثر، سهل اللغة واضح المعاني قليل التكلّف، ولكن أكثر معانيهِ مأخوذٌ من الأمثال والأشعار.» وفنونه هي الزهد والحكمة والرثاء. وكان مكثرًا من النظم والنثر والترسُّل، ولكنّه أتلَفَ ما كان قد أنشأ من الرسائل ونظم الشعر في أيام خدمته في ديوان أحدِ الأمراء، ومع ذلك حُفِظَ من شعره جانبٌ غير قليل. وله كتب في الزهد والتصوف. من شعره في مثانٍ:

## مؤلفاته
- «محاسن الأبرار في معاملة الجبّار»، في أخبار الصالحين الإشبيلييين
- «النُّبذة المشتملة على شذور المنظوم والمنثور»، لعل هذه النبذة هي التي قد أتلفها

## وصلات خارجية
- في بوابة الشعراء